# Henry Taylor (teólogo)
Henry Taylor (1711 - 1785) foi um escritor e teólogo inglês.
- vide: indicações de outros Henry Taylor